# Kusjesdag
Kusjesdag is de eerste single van het album Kusjes van de meidengroep K3. De single kwam uit op 25 juni 2007.
De hoogste positie in Nederland in de Single Top 100 was plaats nummer 9 en stond 16 weken in de Single Top 100.
De hoogste positie in België in de Ultratop 50 was plaats nummer 7 en stond 23 weken in de Ultratop 50.

## Tracklist
1. Kusjesdag (3:46)
2. Kusjesdag (instrumentaal) (3:46)

## Hitnoteringen

### Nederlandse Top 40
| Hitnotering: 07-07-2007 t/m 18-08-2007 | Hitnotering: 07-07-2007 t/m 18-08-2007 | Hitnotering: 07-07-2007 t/m 18-08-2007 | Hitnotering: 07-07-2007 t/m 18-08-2007 | Hitnotering: 07-07-2007 t/m 18-08-2007 | Hitnotering: 07-07-2007 t/m 18-08-2007 | Hitnotering: 07-07-2007 t/m 18-08-2007 | Hitnotering: 07-07-2007 t/m 18-08-2007 | Hitnotering: 07-07-2007 t/m 18-08-2007 |
| Week:                                  | 1                                      | 2                                      | 3                                      | 4                                      | 5                                      | 6                                      | 7                                      |                                        |
| -------------------------------------- | -------------------------------------- | -------------------------------------- | -------------------------------------- | -------------------------------------- | -------------------------------------- | -------------------------------------- | -------------------------------------- | -------------------------------------- |
| Positie:                               | 8                                      | 7                                      | 8                                      | 14                                     | 15                                     | 22                                     | 32                                     | uit                                    |

### NederlandseSingle Top 100
| Hitnotering: 30-06-2007 t/m 13-10-2007 | Hitnotering: 30-06-2007 t/m 13-10-2007 | Hitnotering: 30-06-2007 t/m 13-10-2007 | Hitnotering: 30-06-2007 t/m 13-10-2007 | Hitnotering: 30-06-2007 t/m 13-10-2007 | Hitnotering: 30-06-2007 t/m 13-10-2007 | Hitnotering: 30-06-2007 t/m 13-10-2007 | Hitnotering: 30-06-2007 t/m 13-10-2007 | Hitnotering: 30-06-2007 t/m 13-10-2007 | Hitnotering: 30-06-2007 t/m 13-10-2007 | Hitnotering: 30-06-2007 t/m 13-10-2007 | Hitnotering: 30-06-2007 t/m 13-10-2007 | Hitnotering: 30-06-2007 t/m 13-10-2007 | Hitnotering: 30-06-2007 t/m 13-10-2007 | Hitnotering: 30-06-2007 t/m 13-10-2007 | Hitnotering: 30-06-2007 t/m 13-10-2007 | Hitnotering: 30-06-2007 t/m 13-10-2007 | Hitnotering: 30-06-2007 t/m 13-10-2007 |
| Week:                                  | 1                                      | 2                                      | 3                                      | 4                                      | 5                                      | 6                                      | 7                                      | 8                                      | 9                                      | 10                                     | 11                                     | 12                                     | 13                                     | 14                                     | 15                                     | 16                                     |                                        |
| -------------------------------------- | -------------------------------------- | -------------------------------------- | -------------------------------------- | -------------------------------------- | -------------------------------------- | -------------------------------------- | -------------------------------------- | -------------------------------------- | -------------------------------------- | -------------------------------------- | -------------------------------------- | -------------------------------------- | -------------------------------------- | -------------------------------------- | -------------------------------------- | -------------------------------------- | -------------------------------------- |
| Positie:                               | 12                                     | 12                                     | 9                                      | 11                                     | 9                                      | 11                                     | 15                                     | 22                                     | 25                                     | 28                                     | 32                                     | 34                                     | 39                                     | 52                                     | 56                                     | 89                                     | uit                                    |

### VlaamseUltratop 50
| Hitnotering: 14-07-2007 t/m 15-12-2007 | Hitnotering: 14-07-2007 t/m 15-12-2007 | Hitnotering: 14-07-2007 t/m 15-12-2007 | Hitnotering: 14-07-2007 t/m 15-12-2007 | Hitnotering: 14-07-2007 t/m 15-12-2007 | Hitnotering: 14-07-2007 t/m 15-12-2007 | Hitnotering: 14-07-2007 t/m 15-12-2007 | Hitnotering: 14-07-2007 t/m 15-12-2007 | Hitnotering: 14-07-2007 t/m 15-12-2007 | Hitnotering: 14-07-2007 t/m 15-12-2007 | Hitnotering: 14-07-2007 t/m 15-12-2007 | Hitnotering: 14-07-2007 t/m 15-12-2007 | Hitnotering: 14-07-2007 t/m 15-12-2007 | Hitnotering: 14-07-2007 t/m 15-12-2007 |
| Week:                                  | 1                                      | 2                                      | 3                                      | 4                                      | 5                                      | 6                                      | 7                                      | 8                                      | 9                                      | 10                                     | 11                                     | 12                                     |                                        |
| -------------------------------------- | -------------------------------------- | -------------------------------------- | -------------------------------------- | -------------------------------------- | -------------------------------------- | -------------------------------------- | -------------------------------------- | -------------------------------------- | -------------------------------------- | -------------------------------------- | -------------------------------------- | -------------------------------------- | -------------------------------------- |
| Positie:                               | 17                                     | 10                                     | 7                                      | 8                                      | 10                                     | 8                                      | 8                                      | 9                                      | 12                                     | 12                                     | 13                                     | 14                                     |                                        |
| Week:                                  | 13                                     | 14                                     | 15                                     | 16                                     | 17                                     | 18                                     | 19                                     | 20                                     | 21                                     | 22                                     | 23                                     |                                        |                                        |
| Positie:                               | 23                                     | 22                                     | 27                                     | 41                                     | 38                                     | 28                                     | 26                                     | 26                                     | 39                                     | 46                                     | 45                                     | uit                                    |                                        |

## Kusjesdag
Toen deze single net uitkwam heeft Studio 100 gepleit voor een nieuwe feestdag in Nederland en België, kusjesdag.
Op die dag is het de bedoeling dat iedereen aardig is voor elkaar, en iedereen elkaar kust.
Dat lukte, en op 1 juli 2007 werd in Antwerpen 1 juli uitgeroepen tot de nationale Kusjesdag (België).
In Nederland is het nog niet officieel, maar op 4 juli 2007 werd er in Nederland ook voor het eerst Kusjesdag gevierd.
Het was een andere dag, omdat het dan samenviel met de onthulling van de wassenbeelden van K3 in Madame Tussauds in Amsterdam.